# Eutimesius
Genre
Synonymes
- Dichobunistygnus Roewer, 1915
- Hoplostygnus Roewer, 1915
- Xanthostygnus Mello-Leitão, 1949

Eutimesius est un genre d'opilions laniatores de la famille des Stygnidae.

## Distribution
Les espèces de ce genre se rencontrent en Amérique du Sud.

## Liste des espèces
Selon World Catalogue of Opiliones (04/10/2021) :
- Eutimesius albicinctus (Roewer, 1915)
- Eutimesius ephippiatus (Roewer, 1915)
- Eutimesius ornatus (Roewer, 1943)
- Eutimesius punctatus (Roewer, 1913)
- Eutimesius simoni Roewer, 1913

## Publication originale
- Roewer, 1913 : « Die Familie der Gonyleptiden der Opiliones-Laniatores [Part 2]. » Archiv für Naturgeschichte, sér. A, vol. 79, no 5, p. 257–472 (texte intégral).